# Plasne
Plasne é uma comuna francesa na região administrativa de Borgonha-Franco-Condado, no departamento de Jura. Estende-se por uma área de 7,76 km². Em 2010 a comuna tinha 226 habitantes (densidade: 29,1 hab./km²).